# Blinkwater
Blinkwater este un oraș din provincia Oos-Kaap, Africa de Sud.